# Psalm 96
Der 96. Psalm (nach griechischer Zählung der 95.) ist ein Psalm aus dem vierten Buch der Psalmen. Er ist der Gattung der „Hymnen“ zugehörig. Der Psalm hat eine fast wörtliche Übereinstimmung im 1. Buch der Chronik (1 Chr 16,8-36 ).

## Gliederung
Der Psalm lässt sich folgendermaßen untergliedern:
1. Teil 1:
  1. Vers 1–3: hymnische Einführung
  2. Vers 4–6: dazugehöriges Hauptstück
2. Teil 2:
  1. Vers 7–9: Erneute Einführung
  2. Vers 10–13: Hauptstück mit Motiven aus der Psalmgattung „JHWHs Thronbesteigung“

## Einordnung
Sigmund Mowinckel bezieht den Psalm auf das Fest der Thronbesteigung JHWHs.

## Rezeption
- Carl Müllerhartung: Der 96. Psalm „Singet dem Herrn ein neues Lied“